# Omwentelingsintegraal
Een onwentelingsintegraal stelt de inhoud of de oppervlakte voor van een omwentelingslichaam. Dat is een driedimensionaal lichaam dat ontstaat door een gedeelte van een tweedimensionale curve te roteren rond een as die in het vlak van de curve ligt. De curve kan beschreven worden in de gebruikelijke cartesische {\displaystyle (x,y)}-coördinaten, maar kan ook gegeven zijn in parameter vorm {\displaystyle [x(t),y(t)],} of in poolcoördinaten.

## Omwentelingsintegraal voor de inhoud van een omwentelingslichaam

### Basisprincipe

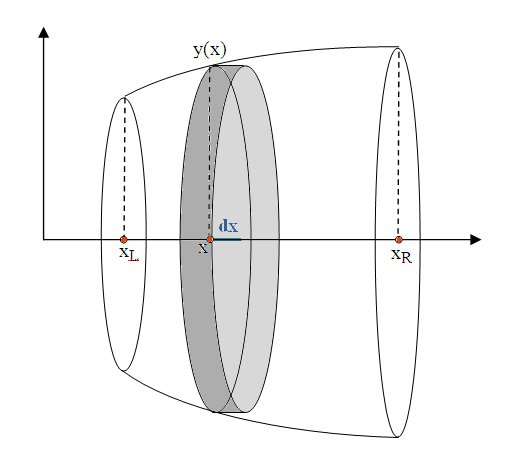
Basisidee van een omwentelingsintegraal voor de berekening van de inhoud

Het basisprincipe wordt verklaard aan de hand van de nevenstaande figuur. Het omwentelingslichaam ontstaat door de grafiek van de functie {\displaystyle y(x)} voor {\displaystyle x\in [x_{L},x_{R}]} om de x-as te wentelen. Het lichaam kan beschouwd worden als opgebouwd uit schijven met infinitesimale dikte {\displaystyle \mathrm {d} x} en straal {\displaystyle y(x)}. De cirkelvormige schijf heeft een oppervlakte:
{\displaystyle S(x)=\pi (y(x))^{2}}
en dus een inhoud {\displaystyle \mathrm {d} V} gelijk aan het product van de oppervlakte {\displaystyle S(x)} van het grondvlak  en de dikte {\displaystyle \mathrm {d} x}
{\displaystyle \mathrm {d} V=\pi (y(x))^{2}\,\mathrm {d} x}
De totale inhoud is dan de "som" van alle infinitesimale cilindertjes tussen de grenzen {\displaystyle x_{L}} (links) en {\displaystyle x_{R}} (rechts):
{\displaystyle V=\int _{x_{L}}^{x_{R}}\pi (y(x))^{2}\,\mathrm {d} x}
Het is belangrijk op te merken dat de integratie verloopt van de linkergrens naar de rechtergrens, omdat dan de stap {\displaystyle \mathrm {d} x} positief is, en zo een positief volume wordt verkregen.

### Functie in cartesische vorm
In dit geval is het basisprincipe direct toepasbaar. 

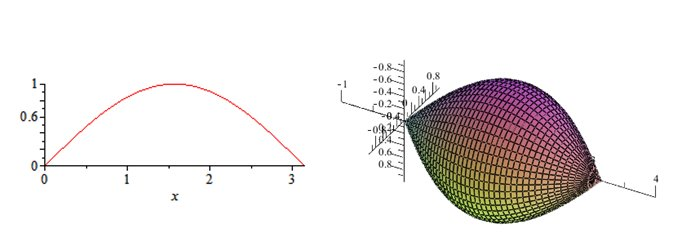
Omwenteling van een boog van de sinus rond de -as

- Voorbeeld

De functie {\displaystyle y=\sin(x)} op het interval {\displaystyle x=0} tot {\displaystyle x=\pi } wordt gewenteld rond de {\displaystyle x}-as. Het omwentelingsvolume is dan:
{\displaystyle V=\int _{0}^{\pi }\pi \sin ^{2}(x)\,\mathrm {d} x={\frac {\pi ^{2}}{2}}}

### Functie in parametervorm
De kromme kan ook in parametervorm gegeven zijn:
{\displaystyle x=x(t)}
{\displaystyle y=y(t)}
De inhoud van een infinitesimaal dunne cilinder is dan:
{\displaystyle \mathrm {d} V=\pi (y(t))^{2}\,x'(t)\,\mathrm {d} t}
Het totale volume wordt dan:
{\displaystyle V=\int _{t_{L}}^{t_{R}}\pi (y(t))^{2}\,x'(t)\,\mathrm {d} t}
waarbij {\displaystyle t_{L}} en {\displaystyle t_{R}} respectievelijk de {\displaystyle t}-waarden zijn horend bij de linkergrens {\displaystyle x_{L}} en de rechtergrens {\displaystyle x_{R}}, de uiteinden van het integratiegebied op de {\displaystyle x}-as.  Het is hierbij dus mogelijk dat de bovengrens {\displaystyle t_{R}} van de variabele {\displaystyle t} kleiner is dan de ondergrens {\displaystyle t_{L}.} Toch mag men in dat geval niet de grenzen omwisselen. Het is immers {\displaystyle \mathrm {d} x,} de toename in {\displaystyle x,} die positief moet zijn gezien de meetkundige betekenis van de formule. Indien {\displaystyle x(t)} toevallig een dalende functie van {\displaystyle t} is, zal er bijgevolg een negatieve stap {\displaystyle \mathrm {d} t} optreden, die te zien zal zijn als een bovengrens (in {\displaystyle t}) die kleiner is dan de ondergrens (in {\displaystyle t}). In dat geval zal ook de integrand geheel of gedeeltelijk negatief zijn. Dit kan zichtbaar zijn als een expliciet minteken, maar kan ook verborgen zitten in een integrand die voor de {\displaystyle t}-waarden van het integratiegebied negatief is, zoals bijvoorbeeld een cosinus negatief is in het 2de en 3de kwadrant.  
Indien beginpunt en eindpunt samenvallen dient extra aandacht besteed te worden aan de volgorde van de grenzen van de parameter door na te gaan hoe de figuur precies wordt doorlopen. Onderstaand voorbeeld illustreert dit.
- Voorbeeld

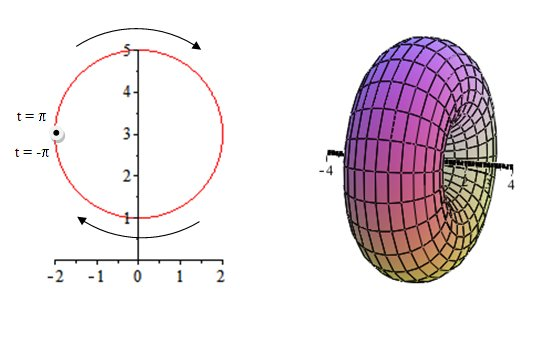
Omwenteling van een torus rond de -as

Een torus is een lichaam dat (bijvoorbeeld) ontstaat door een cirkel die geheel boven de {\displaystyle x}-as ligt, te wentelen rond die {\displaystyle x}-as. Een mogelijke parametervoorstelling is dan:
{\displaystyle x(t)=r\,\cos(t)}
{\displaystyle y(t)=R+r\,\sin(t)}
waarin {\displaystyle R,} de hoogte van het middelpunt, groter is dan {\displaystyle r,} de straal van de cirkel.
Om de volledige cirkel te doorlopen moet de parameter {\displaystyle t} een interval van lengte {\displaystyle 2\pi } doorlopen, waarbij de cirkel in wijzerzin moet worden doorlopen. Enkel in dat geval zal de bovenste helft een (te groot) positief volume genereren en de onderste helft een negatief volume dat het teveel van de bovenkant precies compenseert. Immers, indien in wijzerzin wordt doorlopen beweegt het punt op de onderkant van de cirkel zich in negatieve richting. De stap {\displaystyle \mathrm {d} x,} in de integraal is dus negatief, zodat de volledig omwentelingsintegraal van de onderkant negatief zal zijn.
Een mogelijke oplossing is bijvoorbeeld de parameter {\displaystyle t} te laten variëren van {\displaystyle +\pi } tot {\displaystyle -\pi :}
{\displaystyle V=\int _{\pi }^{-\pi }\pi [R+r\,\sin(t)]^{2}\,(-r\,\sin(t))\,\mathrm {d} t=2\pi ^{2}r^{2}R}
In veel gevallen is het voordelig gebruik te maken van symmetrie. Omdat de te wentelen figuur symmetrisch is ten opzichte van de {\displaystyle y}-as kan men dus tweemaal het volume van de rechterkant nemen. Dit zou dan integratiegrenzen vereisen van {\displaystyle t=\pi /2} tot {\displaystyle t=-\pi /2.}
{\displaystyle V=2\int _{\pi /2}^{-\pi /2}\pi [R+r\,\sin(t)]^{2}\,(-r\,\sin(t))\,\mathrm {d} t=2\pi ^{2}r^{2}R}

### Functie in poolcoördinaten
Een functie in poolcoördinaten kan worden omgezet in een parameterfunctie, waardoor dit geval wordt herleid tot het vorige. Een functie in poolcoördinaten:
{\displaystyle r=\rho (\theta )}
wordt in parametervorm:
{\displaystyle x(\theta )=\rho (\theta )\,\cos(\theta )}
{\displaystyle y(\theta )=\rho (\theta )\,\sin(\theta )}
en wordt verder behandeld als een parameterfunctie. Ook in dit geval kan de concrete waarde van de bovengrens kleiner zijn dan die van de ondergrens.
- Voorbeeld

De functie (zie figuur)
{\displaystyle r(\theta )=2-\cos(4\theta )}

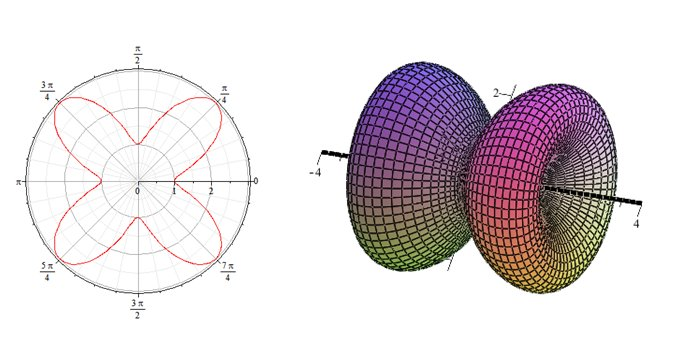
Omwenteling van een functie in poolcoördinaten rond de -as

wordt omgezet tot een parameterfunctie:
{\displaystyle x(\theta )=(2-\cos(4\theta ))\,\cos(\theta )}
{\displaystyle y(\theta )=(2-\cos(4\theta ))\,\sin(\theta )}
Om de omwentelingsinhoud te vinden volstaat het de bovenste helft te laten wentelen rond de horizontale as. De {\displaystyle \theta }-waarde van het linkse uiteinde is {\displaystyle \pi } en van het rechtse uiteinde 0. Het omwentelingsvolume is dus:
{\displaystyle V=\int _{\pi }^{0}\pi (y(\theta ))^{2}x'(\theta )\,\mathrm {d} \theta ={\frac {708956}{45045}}\pi }

## Omwentelingsintegraal voor de oppervlakte van een omwentelingslichaam

### Basisprincipe

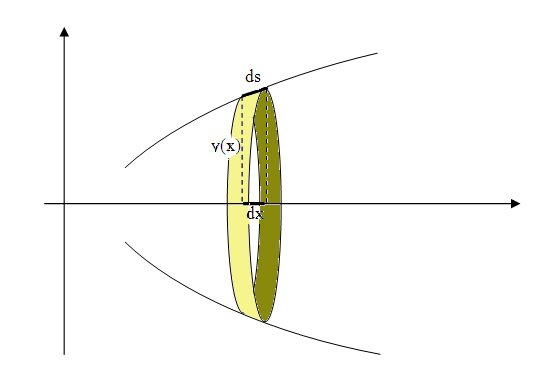
Basisidee van een omwentelingsintegraal voor de berekening van de oppervlakte

Het basisprincipe wordt uitgelegd aan de hand van de nevenstaande figuur. Voor een waarde van {\displaystyle x} beschrijft de hoogte van de verticale coördinaat een cirkel met omtrek {\displaystyle 2\pi y(x).} Een kleine toename {\displaystyle \mathrm {d} x} op de {\displaystyle x}-as veroorzaakt een kleine toename {\displaystyle \mathrm {d} s} van de booglengte op de curve. Op die manier ontstaat een band met breedte {\displaystyle \mathrm {d} s} en lengte {\displaystyle 2\pi y(x)}. Elke infinitesimale toename {\displaystyle \mathrm {d} x} veroorzaakt dus een toename in de omwentelingsoppervlakte gelijk aan:
{\displaystyle \mathrm {d} S=2\pi \,y(x)\,\mathrm {d} s}
en de totale omwentelingsoppervlakte is dan:
{\displaystyle S=\int _{S}\,2\pi \,y(x)\,\mathrm {d} s}

### Functie in cartesische vorm
In dat geval is de toename van de booglengte:
{\displaystyle \mathrm {d} s={\sqrt {1+(y'(x))^{2}}}\,\mathrm {d} x}
De totale oppervlakte is dus:
{\displaystyle S=\int _{t_{L}}^{t_{R}}2\pi y(x)\,{\sqrt {1+(y'(x))^{2}}}\,\mathrm {d} x}
Indien {\displaystyle y(x)} niet overal positief is, moet zijn absolute waarde genomen worden teneinde een meetkundige positieve oppervlakte te krijgen.
- Voorbeeld:

De functie {\displaystyle y=\sin(x)} tussen {\displaystyle x=0} en {\displaystyle x=\pi } wordt gewenteld rond de {\displaystyle x}-as. De toename van de booglengte is dan:
{\displaystyle \mathrm {d} s={\sqrt {1+\cos ^{2}(x)}}\,\mathrm {d} x}
en de omwentelingsoppervlakte is:
{\displaystyle S=2\int _{0}^{\pi /2}2\pi \sin(x){\sqrt {1+\cos ^{2}(x)}}\,\mathrm {d} x=2{\sqrt {2}}\pi +2\pi \,\ln(1+{\sqrt {2}})}
Hier werd gebruikgemaakt van de symmetrie ten opzichte van de lijn {\displaystyle x=\pi /2}, hoewel dit niet strikt nodig is, omdat de sinus op het gegeven integratiegebied overal positief is. Indien men echter {\displaystyle \cos(x)} op hetzelfde interval zou wentelen en men zou integreren over het interval van {\displaystyle x=0} tot {\displaystyle x=\pi }, dan zou de totale oppervlakte nul als resultaat geven omdat {\displaystyle \cos(x)} negatief is op de rechterhelft van het interval. Om dit te vermijden moet men dus gebruikmaken van de meetkundige symmetrie, of moet op de rechterhelft van het integratiegebied de functie {\displaystyle \operatorname {abs} (\cos(x))=-\cos(x)} genomen worden.

### Functie in parametervorm
In dit geval wordt de booglengte gegeven door:
{\displaystyle \mathrm {d} s={\sqrt {(x'(t))^{2}+(y'(t))^{2}}}\,\mathrm {d} t}
De totale omwentelingsoppervlakte is dus:
{\displaystyle S=\int _{t_{1}}^{t_{2}}2\pi y(t)\,{\sqrt {(x'(t))^{2}+(y'(t))^{2}}}\,\mathrm {d} t}
- Voorbeeld

Een kromme is voor {\displaystyle 0\leq t\leq 1} geparametriseerd door
{\displaystyle x(t)=2t^{2}}
{\displaystyle y(t)=2t}
en wordt gewenteld rond de {\displaystyle x}-as. De toename van de booglengte is dan:
{\displaystyle \mathrm {d} s={\sqrt {16t^{2}+4}}}
en de totale omwentelingsoppervlakte:
{\displaystyle S=\int _{0}^{1}2\pi \,2t\,{\sqrt {16t^{2}+4}}\,\mathrm {d} t={\frac {\pi }{3}}(10{\sqrt {5}}-2)}

### Functie in poolcoördinaten
In dit geval wordt de booglengte gegeven door:
{\displaystyle \mathrm {d} s={\sqrt {(\rho (\theta ))^{2}+(\rho '(\theta ))^{2}}}\,\mathrm {d} \theta }
De totale omwentelingsoppervlakte is dus:
{\displaystyle S=\int _{\theta _{1}}^{\theta _{2}}2\pi \rho (\theta )\sin(\theta )\,{\sqrt {(\rho (\theta ))^{2}+(\rho '(\theta ))^{2}}}\,\mathrm {d} \theta }
- Voorbeeld

De lemniscaat:
{\displaystyle \rho (\theta )={\sqrt {\cos(2\theta )}}}

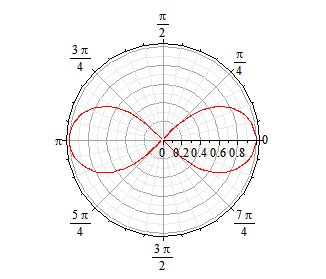
Omwenteling van een lemniscaat in poolcoördinaten

wordt gewenteld rond de poolas. De booglengte is dan:
{\displaystyle \mathrm {d} s=(\cos(2\theta )+{\frac {\sin ^{2}(2\theta )}{\cos(2\theta )}})\,\mathrm {d} \theta =\sec(2\theta )\mathrm {d} \theta }
De omwentelingsoppervlakte is wegens de symmetrie ten opzichte van de verticale as gelijk aan tweemaal de omwentelingsoppervlakte van het gedeelte gelegen in het eerste kwadrant. Dit deel wordt bereikt door de hoek lopend van {\displaystyle \theta =0} tot {\displaystyle \theta =\pi /4}.
De totale omwentelingsoppervlakte is dan:
{\displaystyle S=2\int _{0}^{\pi /4}2\pi \,{\sqrt {\cos(2\theta )}}\sin(\theta )\,\sec(2\theta )\,\mathrm {d} \theta =\pi (4-2{\sqrt {2}})}

## Wentelingen rond de y-as
In het geval van wenteling rond de {\displaystyle y}-as moeten de formules worden aangepast door de rol van de cartesische coördinaten om te wisselen. Als de kromme gegeven is door 
de functie {\displaystyle y=f(x)}, moet deze, mits inverteerbaar, geïnverteerd worden tot {\displaystyle x=f^{-1}(y)}